# Anne Fontaineová
Anne Fontaineová (rodným jménem Anne-Fontaine Sibertin-Blanc; 15. července 1959 Lucemburk) je lucemburská filmová režisérka, scenáristka a bývalá herečka působící ve Francii.
K jejím nejvýraznějším snímkům patří drama Žena mého muže (Nathalie...) s Emmanuelle Béartovou a Gérardem Depardieu v hlavních rolích, životopisný snímek o slavné návrhářce Coco Chanel (Coco avant Chanel) s Audrey Tautou v titulní roli a válečné drama Nevinné (Les Innocentes) pojednávající o znásilňování polských jeptišek sovětskými vojáky na konci druhé světové války. Ten byl nominován na Césara za režii i scénář, získal ekumenickou cenu Andreas na filmovém festivalu v norském Haugesundu a cenu FIPRESCI na festivalu ve Valladolidu. Fontaineová ke všem filmům, které režírovala, napsala i scénář. Za scénář ke snímku Nettoyage à sec získala v roce 1997 Zlatou Osellu na filmové festivalu v Benátkách. V 80. letech hrála též v několika filmech a seriálech (Něžné sestřenice, Růžová knihovna).
V roce 2019 se v Praze zúčastnila Festivalu francouzského filmu, kde představila své drama Bílá jako padlý sníh.